# Afro-Amerikaanse burgerrechtenbeweging

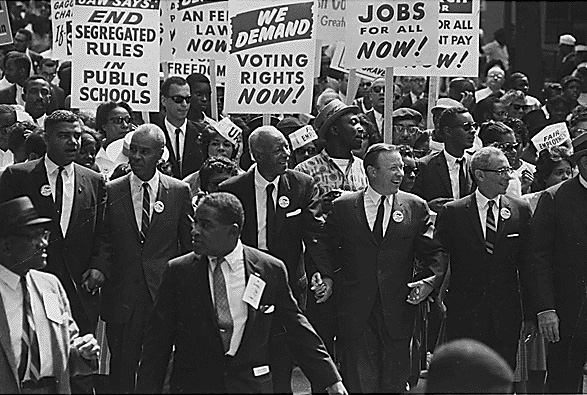
De mars naar Washington waar leiders en deelnemers opstapten van Washington Monument naar Lincoln Memorial

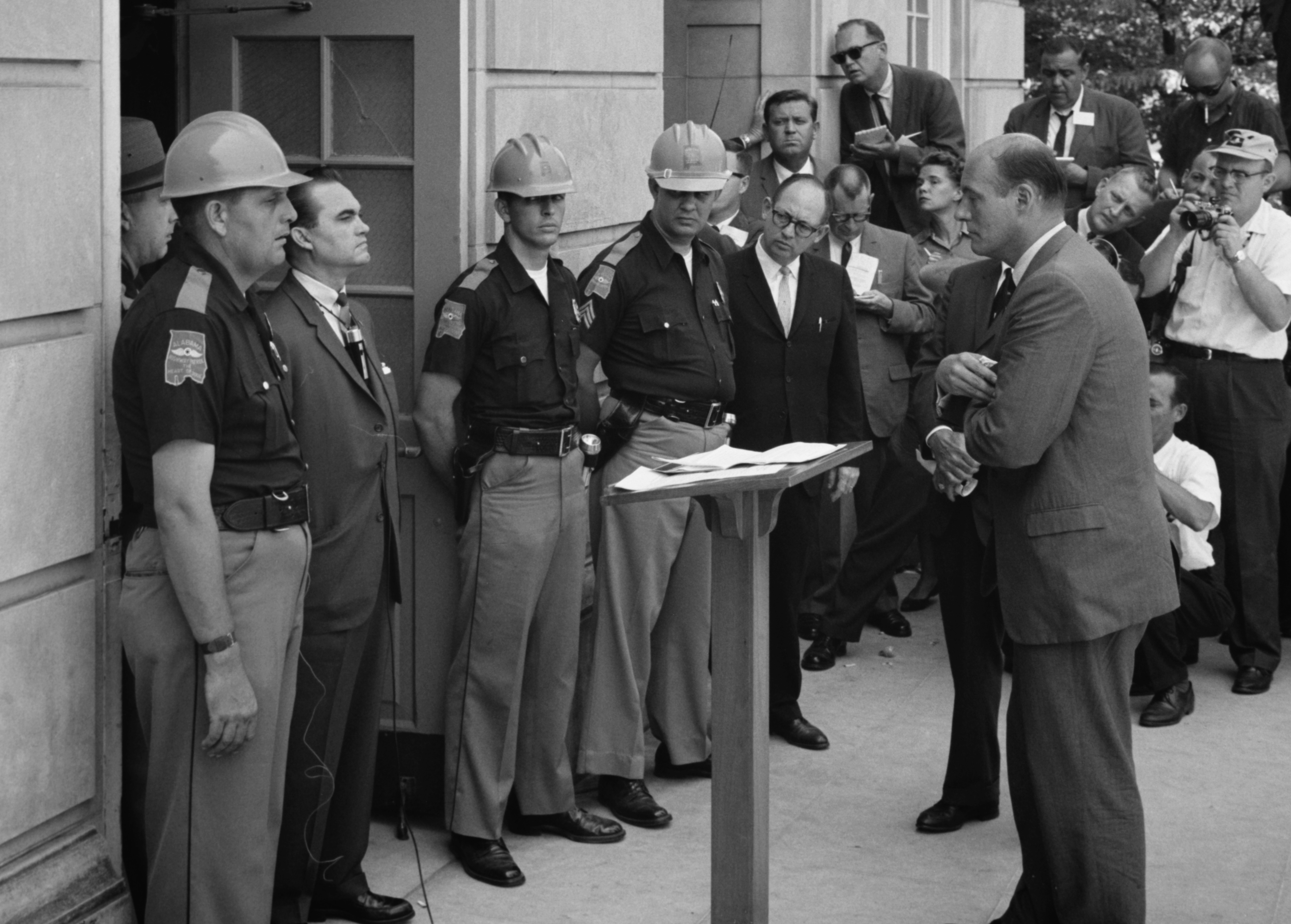
De democratische gouverneur van de staat Alabama George Wallace, in een poging de rassensegregatie aan de University of Alabama, een openbare universiteit van de staat Alabama, in stand te houden, houdt zijn Stand in the Schoolhouse Door

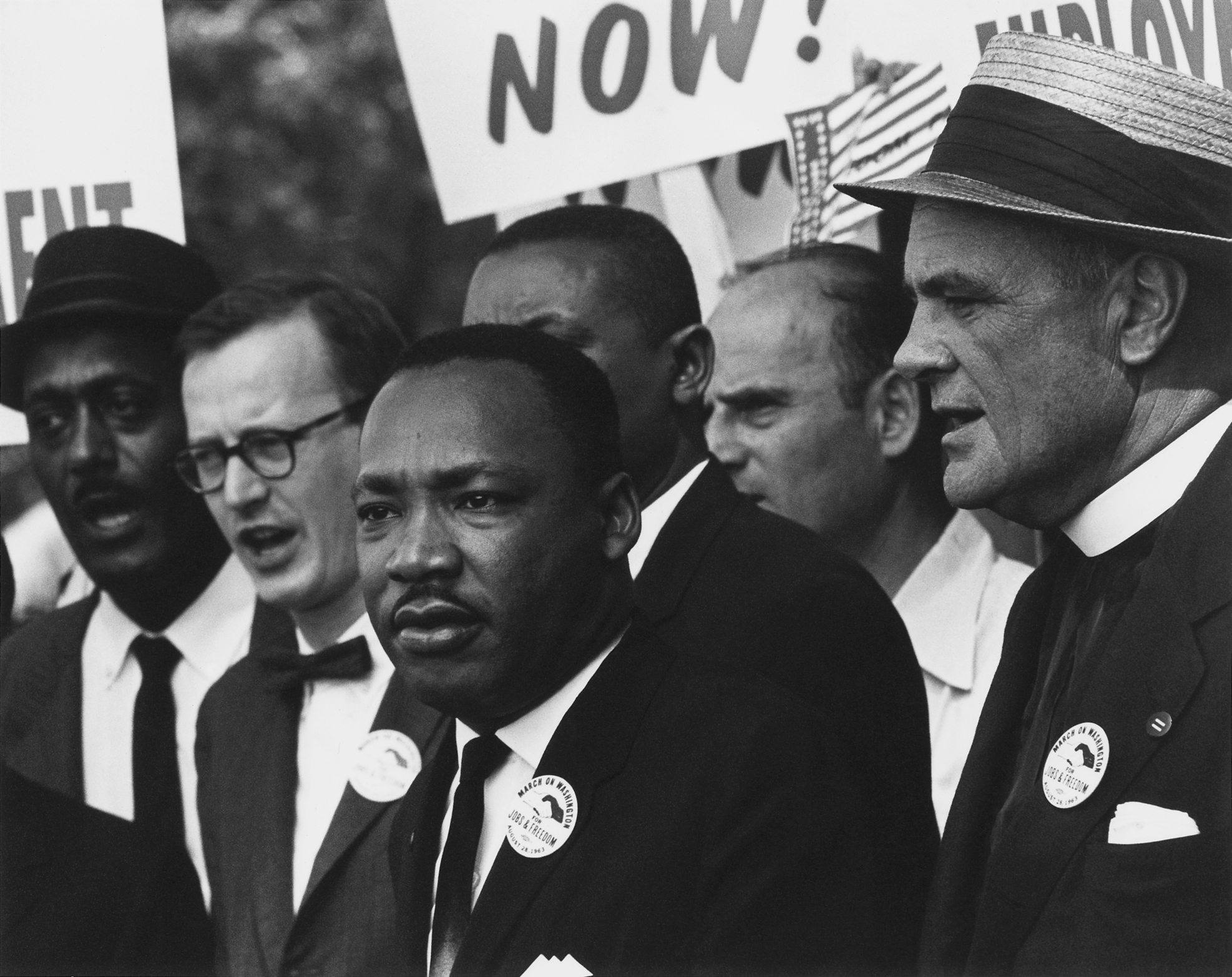
Dr. Martin Luther King, Jr. tijdens een demonstratie in Washington, D.C.

De (Afro-Amerikaanse) burgerrechtenbeweging (Engels: civil rights movement) was een sociale beweging in de Verenigde Staten (VS) die in de jaren 1950 en 1960 streed voor gelijke burgerrechten voor zwarte Amerikanen. Ze streed met geweldloze middelen (burgerlijke ongehoorzaamheid) tegen de rassensegregatie in het zuiden van de VS die juridisch was vastgelegd met de Jim Crow-wetten en de meer algemene discriminatie tegen zwarte Amerikanen. Als voornaamste succes geldt de Civil Rights Act 1964. Het begin van de beweging wordt doorgaans geplaatst in de eerste helft van de jaren 1950. Als einde geldt 1968, het jaar waarin de voornaamste leider van de beweging, Martin Luther King Jr., werd vermoord, waarna de beweging uiteenviel.
Veel populaire voorstellingen van de Afro-Amerikaanse burgerrechtenbeweging zijn gecentreerd rond het charismatische leiderschap en de filosofie van King, die in 1964 de Nobelprijs voor de Vrede won voor zijn rol in de beweging. Sommige onderzoekers en historici wijzen er echter op dat de beweging te divers was om aan een persoon, organisatie of strategie te worden toegekend.

## Geschiedenis
Na de Amerikaanse Burgeroorlog in 1865 en de afschaffing van de slavernij in de jaren 1860 middels de emancipatieproclamatie en het dertiende amendement van de grondwet van de Verenigde Staten, probeerde de reconstructie van de Amerikaanse grondwet de rechten van Afro-Amerikanen veilig te stellen, met het veertiende amendement. Hoewel Afrikaanse Amerikanen voor een korte tijd stemden en politieke functies bekleedden, werden ze al snel beroofd van burgerrechten, vaak onder Jim Crow-wetten en werden ze onderworpen aan discriminatie en aanhoudend geweld. In de loop van de volgende eeuw werden verschillende inspanningen geleverd door Afro-Amerikanen om hun wettelijke rechten te waarborgen.
Tussen 1955 en 1968 leidden geweldloze protesten en burgerlijke ongehoorzaamheid veelvuldig tot crisissituaties maar ook tot productieve dialogen tussen activisten en overheidsinstanties. Federale, staats- en lokale overheden, bedrijven en gemeenschappen moesten vaak onmiddellijk reageren op deze situaties, waarin de onrechtvaardigheden ten opzichte van Afro-Amerikanen werden benadrukt. Het lynchen van Emmett Till en de grote reacties op en media-aandacht na het besluit van zijn moeder Mamie Till om een open-kist-begrafenis te hebben, mobiliseerde de Afro-Amerikaanse gemeenschap in het hele land. Vormen van protest en/of burgerlijke ongehoorzaamheid omvatten boycots zoals de succesvolle Montgomery-busboycot (1955-56) in Alabama; sit-ins zoals de invloedrijke sit-ins van Greensboro (1960) in North Carolina en succesvolle Nashville sit-ins in Tennessee; marsen, zoals de Birmingham-kinderkruistocht uit 1963, de mars naar Washington van 1963 en de drie marsen van Selma naar Montgomery (1965) in Alabama; en een breed scala aan andere niet-gewelddadige activiteiten.
De gematigde activisten in de beweging werkten samen met het Congres om verschillende belangrijke stukken federale wetgeving te realiseren die discriminerende praktijken te blokkeren. De Civil Rights Act van 1964 verbood discriminatie op grond van ras, huidskleur, religie, geslacht of nationale afkomst uitdrukkelijk in arbeidsvoorwaarden; eindigde ongelijke toepassing van vereisten voor kiezersregistratie; en verbood rassensegregatie op scholen, op de werkplek en in openbare accommodaties. De Voting Rights Act van 1965 herstelde en beschermde stemrechten voor minderheden door toestemming te verlenen voor federaal toezicht op registratie en verkiezingen in gebieden met een historische ondervertegenwoordiging van minderheden als kiezers. De Fair Housing Act van 1968 verbood discriminatie bij de verkoop of huur van woningen. Afro-Amerikanen hervatten een engagement in de politiek in het zuiden en in het hele land werden jonge mensen geïnspireerd om actie te ondernemen.
Van 1964 tot 1970 brak een golf van rellen uit in de Amerikaanse binnensteden in zwarte gemeenschappen. Hierdoor verloor de beweging steun van de blanke middenklasse, maar er kwam meer steun van particuliere charitatieve stichtingen. De opkomst van de Black Power-beweging, vooral tussen 1965 en 1975, leidde tot confrontatie met het gevestigde zwarte leiderschap en discussie over de coöperatieve houding en strategie van geweldloosheid. Er rees een eis om naast de nieuwe wetten die door de geweldloze beweging werden verkregen, politieke en economische zelfredzaamheid op te bouwen in de zwarte gemeenschap.